# Cantone di Renwez
Il Cantone di Renwez era una divisione amministrativa dell'arrondissement di Charleville-Mézières.
A seguito della riforma approvata con decreto del 21 febbraio 2014, che ha avuto attuazione dopo le elezioni dipartimentali del 2015, è stato soppresso.

## Composizione
Comprendeva i comuni di:
- Arreux
- Cliron
- Ham-les-Moines
- Harcy
- Haudrecy
- Lonny
- Les Mazures
- Montcornet
- Murtin-et-Bogny
- Remilly-les-Pothées
- Renwez
- Saint-Marcel
- Sécheval
- Sormonne
- Tournes